# Hohengandern
Hohengandern é um município da Alemanha localizado no distrito de Eichsfeld, estado da Turíngia. Hohengandern é a sede do verwaltungsgemeinschaft de Hanstein-Rusteberg.